# Poa hartzii ssp. hartzii
Poa hartzii ssp. hartzii là một phân loài cỏ trong họ hòa thảo, thuộc chi poa.